# William Glasser
Pour les personnes ayant le même patronyme, voir Glasser.
William Glasser, M.D. est un psychiatre américain né à Cleveland le 11 mai 1925, et mort le 23 août 2013 à Los Angeles. Il est à l’origine de la thérapie de la réalité et de la théorie du choix.
Sa notoriété vient du fait qu'il a su développer une théorie de cause à effet pour expliquer le comportement humain. Ses idées qui se concentrent sur le choix personnel, la responsabilité personnelle et la transformation personnelle sont considérées comme controversées par les psychiatres traditionnels, qui se concentrent plutôt sur la classification des syndromes psychiatriques, et qui prescrivent souvent des médicaments psychotropes comme traitement de la maladie mentale. Le Dr Glasser est aussi renommé pour avoir utilisé ses théories afin d'influencer une plus large part de nos sphères sociales comme l'éducation, le management, le mariage, et récemment pour la promotion de la santé mentale comme enjeux de santé publique, pour en nommer quelques-unes. En dernier lieu, mais non le moindre, il a été notable pour avoir informé le public sur sa profession et les dangers inhérents à celle-ci.

## Biographie
William Glasser a étudié à université Case Western Reserve de Cleveland, où il a complété un B.S en 1945 à l'âge de 19 ans et puis a terminé une M.A. en psychologie clinique en 1948 à l'âge de 23 ans. Il a reçu son doctorat en 1953 et ensuite compléta un stage en psychiatrie de 1954 à 1957 à Université de Californie à Los Angeles puis à l'hôpital de L'Administration des vétérans de Los Angeles. Il a été reçu membre de l'ordre des psychiatres en 1961. L'université de San Francisco honora le Dr. Glasser d'un diplôme honorifique de Doctor of Humane Letters; Honoris Causa en 1990. En 2003, il reçut le prix Professional Development de l'American Counseling Association (ACA) pour sa contribution à la relation d'aide; En 2004, l'ACA lui décerne le prix A Legend in Counseling. En 2005, il est désigné comme Maître thérapeute par l'American Psychotherapy Association et reçoit le Life Achievement Award par l'International Center for the Study of Psychiatry and Psychology.
Partant d'une pratique psychiatrique, il a également édité et coédité de nombreux livres sur santé mentale, la consultation, et l'amélioration de l'école, l'enseignement, et plusieurs publications faisant la promotion d'une approche publique de la santé mentale en opposition au modèle "médical" existant.
Pendant ses premières années comme psychiatre à la Veterans Administration Hospital à Los Angeles, il a rencontré le Dr. G. L. Harrington, un vieux psychiatre que Glasser avait pris pour son mentor.  Glasser fonda L'institut de la thérapie de la réalité en 1967, qui fut renommé L'Institut pour la théorie du Contrôle, la thérapie de la réalité et le Management de qualité en 1994 et plus tard L'institue William Glasser en 1996. L'institut est localisé à Chatsworth (Los Angeles), et plusieurs instituts affiliés à travers le monde lui sont rattachés.
Dans les années 1970, le Dr. Glasser travaillait sur le corps de la théorie du contrôle. Il élabore ce qui deviendra la bigorexie. En 1996, la structure théorique évolua vers un corps de travail complet renommé « Théorie du choix », principalement à cause de la confusion avec la théorie du contrôle perceptuel par William T. Powers, développée dans les années 1950.
L'institut pour la thérapie de la réalité UK' (ITR UK), avec son propre exécutif administratif, coordonne l'atelier de la faculté et la pratique en Angleterre au nom de la WGI. Elle établit également une certification en Thérapie de la réalité (CTR). L'ITR UK tâche de promouvoir et de développer la théorie du choix, la thérapie de la réalité et prendre en charge son administration au UK, en offrant un guidage et du support à ses membres composés d'individus ayant les mêmes intérêts et qui sont engagés dans leur avancement personnel et professionnel. Un support leur est offert par une équipe de formation et par des superviseurs de la pratique TR. Les membres de l'Institut adhèrent à l'éthique de la théorie du choix et de la thérapie de la réalité et soutiennent leurs efforts de même qu'ils entretiennent des relations axées autant sur une base personnelle que professionnelle, et que la thérapie de la réalité doit être enseignée avec intégrité et avec l'adhésion aux concepts fondamentaux décrits par le Dr William Glasser ainsi que les autres qui l'écrivent, l'enseignent et qui sont associés avec WGI.
Le Docteur Glasser est mort à l'âge de 88 ans à son domicile de Los Angeles le 23 août 2013, entouré de sa femme, Carleen, et de sa famille. Son fils, Martin Glasser, a déclaré que la cause de sa mort était due à une insuffisance respiratoire résultant d'une pneumonie.

### Coauteur avec Carleen Glasser, M.Ed.
- The Language of Choice Theory, 1999  (ISBN 0-06-095323-3)
- What Is This Thing Called Love?, 2000  (ISBN 0-9678444-0-1)
- Getting Together and Staying Together, 2000  (ISBN 0-06-095633-X)

### Chapitres de livre édité par d'autres
- Chapter 4: Reality Therapy: An Explanation of the Steps of Reality Therapy, in What Are You Doing?, 1980, edited by Naomi Glasser  (ISBN 0-06-011646-3)
- Several chapters (not numbered), in The Reality Therapy Reader 1976, edited by Thomas Bratter and Richard Rachin,  (ISBN 0-06-010238-1)
  - p38 "Youth in Rebellion: Why?"
  - p50 "A Talk with William Glasser"
  - p58 "The Civilized Identity Society"
  - p68 "How to Face Failure and Find Success"
  - p92 "Notes on Reality Therapy"
  - p345 "Practical Psychology G.P.s Can Use"
  - p359 "A New Look At Discipline"
  - p382 "Roles, Goals and Failure"
  - p465 "What Children Need"
  - p490 "The Role of the Leader in Counseling" (coécrit avec Norman Iverson)
  - p498 "Discipline as a Function of Large Group Meetings" (coécrit avec Norman Iverson)
  - p510 "A Realistic Approach to the Young Offender"

## Voir également
- Antipsychiatrie